# Parhippolyte
Parhippolyte is een geslacht van kreeftachtigen uit de klasse van de Malacostraca (hogere kreeftachtigen).

## Soorten
- Parhippolyte cavernicola Wicksten, 1996
- Parhippolyte misticia (J. Clark, 1989)
- Parhippolyte rukuensis Burukovsky, 2007
- Parhippolyte sterreri (C.W.J. Hart & Manning, 1981)
- Parhippolyte uveae Borradaile, 1900